# Bokaž
Bokaž (fra. bocage) je naziv za šumoviti seoski krajobraz s malim poljoprivrednim površinama nepravilnog oblika i mnogim živicama. To je samostalni ili umreženi niz živice građen od istovjetnih ili različitih biljnih vrsti, uglavnom drvenastih koji se najlakše uočava iz ptičje perspektive.  Karakterističan je za sjevernu Francusku. Osim u Normandiji, Bretanji i dolini Loare ovakvi oblici se mogu prepoznati u južnoj Engleskoj, Irskoj, Nizozemskoj i sjeveru Njemačke.
Tijekom Drugog svjetskog rata nakon invazije na Normandiju, bokaž je značajno usporio napredovanje savezničkih snaga. On je činio idealan zaklon za njemačke vojnike i topništvo, a kroz bokaž su se teško probijali i saveznički tenkovi. Tek nakon što su Saveznici montirali šiljke na prednje dijelove tenkova (eng. Rhino tanks - tenkovi-nosorozi) uspjeli su probiti ovu gustu vegetaciju. Borbe u bokažu trajale su osam tjedana.
U Hrvatskoj, bokaž odnosno živičnjaci čine značajan element krajobraza donjeg Međimurja gdje imaju brojne ekološke i ekonomske funkcije. Živičnjaci utječu na smanjenje utjecaja vjetra, mjestu su gniježđenja i izvor hrane za različite ptičje vrste, povezuju fragmentirana staništa i drugo. U prošlosti, iz živičnjaka su se ubirali plodovi, korišteni su kao pletivo za košare ili kao ogrjevno drvo. Posljednjih godina živičnjaci se krče zbog okrupnjavanja parcela ili prerastaju u šume zbog neodržavanja.

## Vanjske poveznice
|  | Zajednički poslužitelj ima još gradiva o temi Bokaž |